# Relaciones Grecia-Reino Unido
Las Relaciones greco-británicas son las relaciones exteriores entre Grecia y el Reino Unido. Grecia y el Reino Unido mantienen una relación excelente y cordialy se consideran mutuamente aliados   con el primer ministro griego, Kyriakos Mitsotakis, de visita oficial en Londres en 2021. Grecia y el Reino Unido son miembros de las Naciones Unidas, la OTAN y el Consejo de Europa. 
Grecia es conocida por ser uno de los países más probritánicos del mundo. Según un sondeo de opinión global, el 77% de los griegos ve con buenos ojos al Reino Unido, mientras que sólo el 10% lo ve con malos ojos. Los británicos también tienen una opinión muy positiva de Grecia. El 69% de los británicos ve a Grecia de forma positiva, mientras que solo el 3% la ve de forma negativa, lo que convierte a Grecia en uno de los países más queridos en el Reino Unido, situándose justo por detrás de Islandia pero por encima de Suiza.
Los dos países fueron aliados durante la Primera y la Segunda Guerra Mundial, pero también Grecia recibió ayuda militar y financiera del Reino Unido durante la Guerra de Independencia griega. En la actualidad, ambos países mantienen relaciones a través de la embajada británica en Atenas y de un consulado general en Salónica. y la Embajada de Grecia en Londres y consulados honorarios griegos en Belfast, Edimburgo, Glasgow, Leeds y Gibraltar.

## Historia

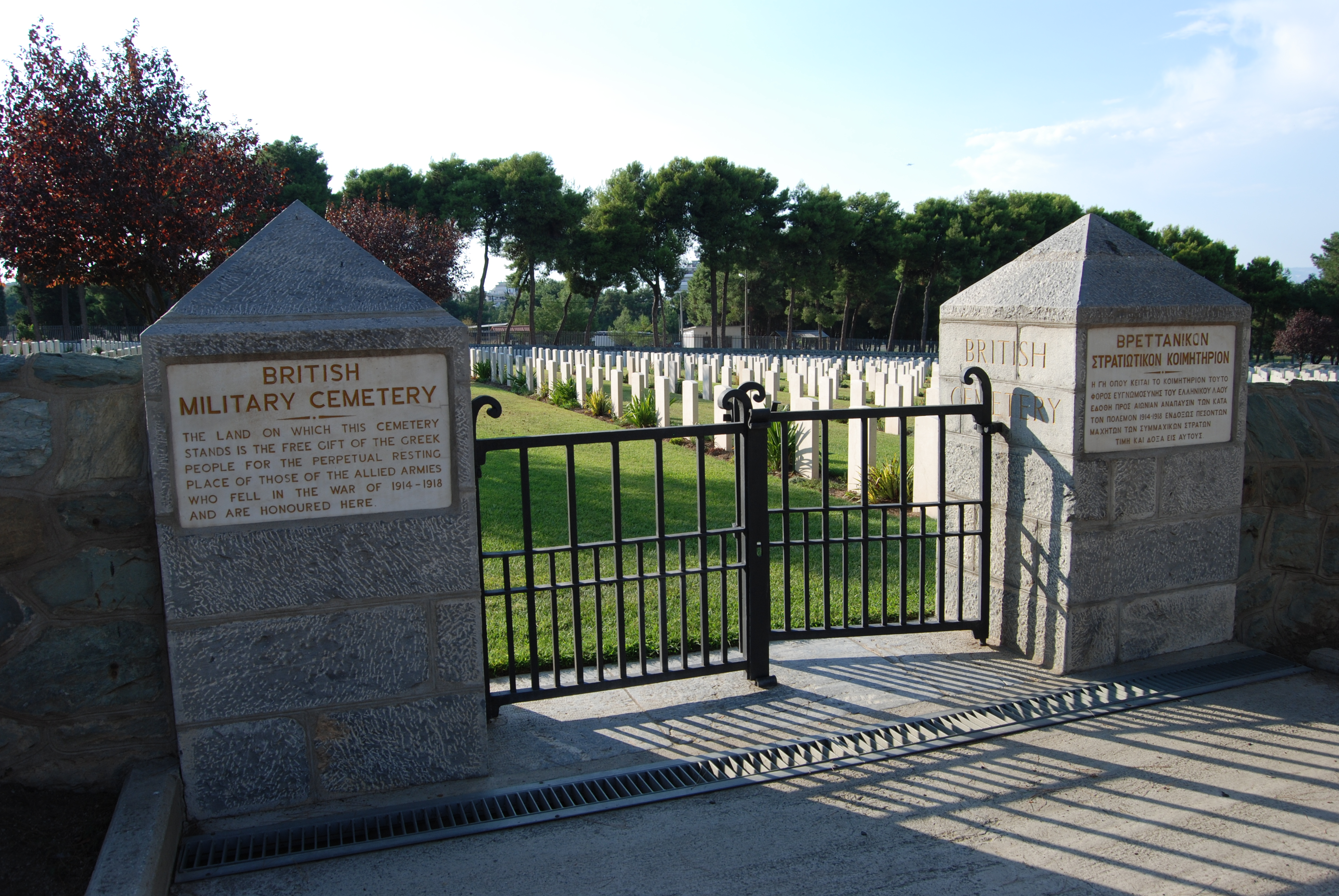
WWI Mikra British Cemetery en Thessaloniki

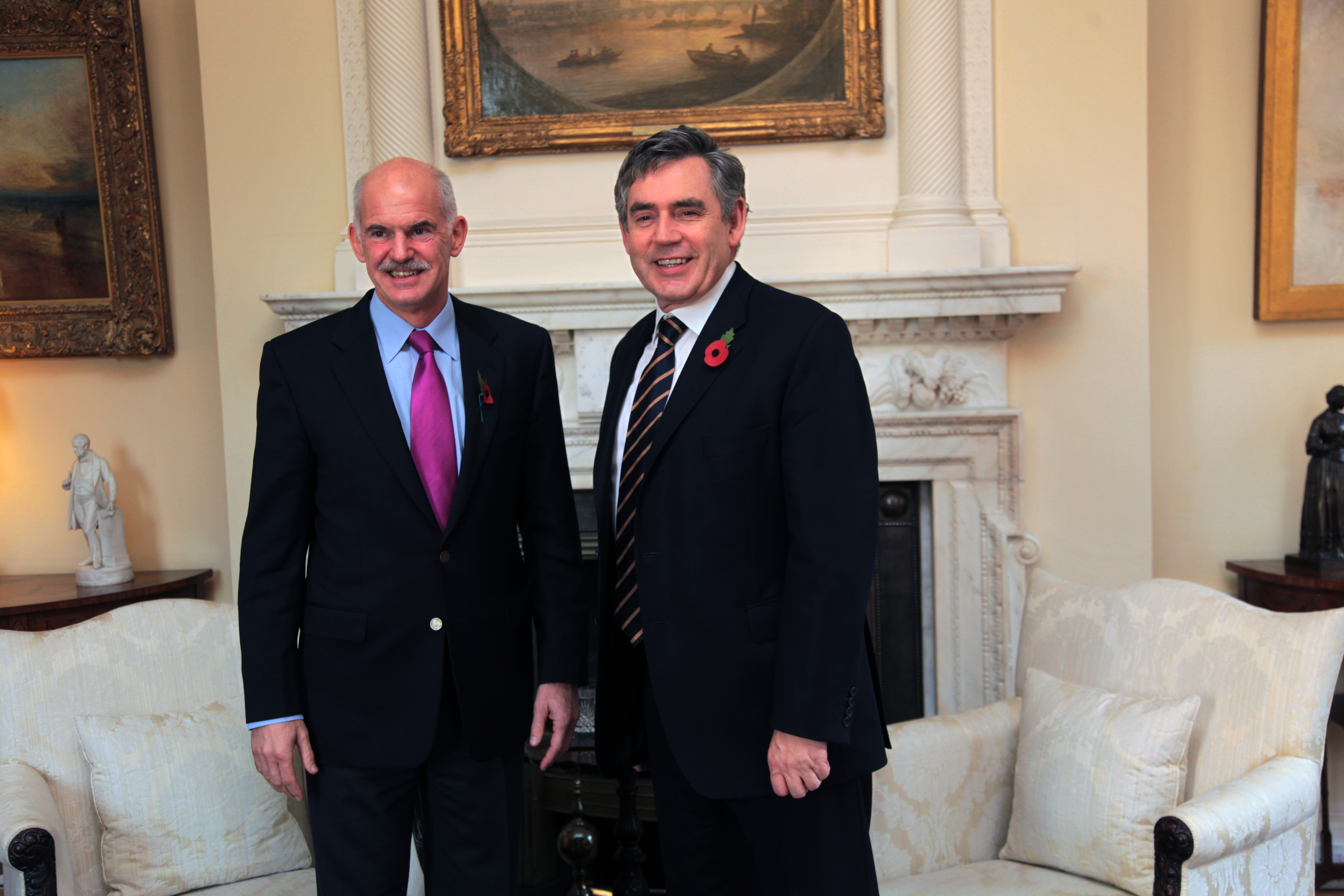
Gordon Brown con George Papandreou durante su visita a Atenas

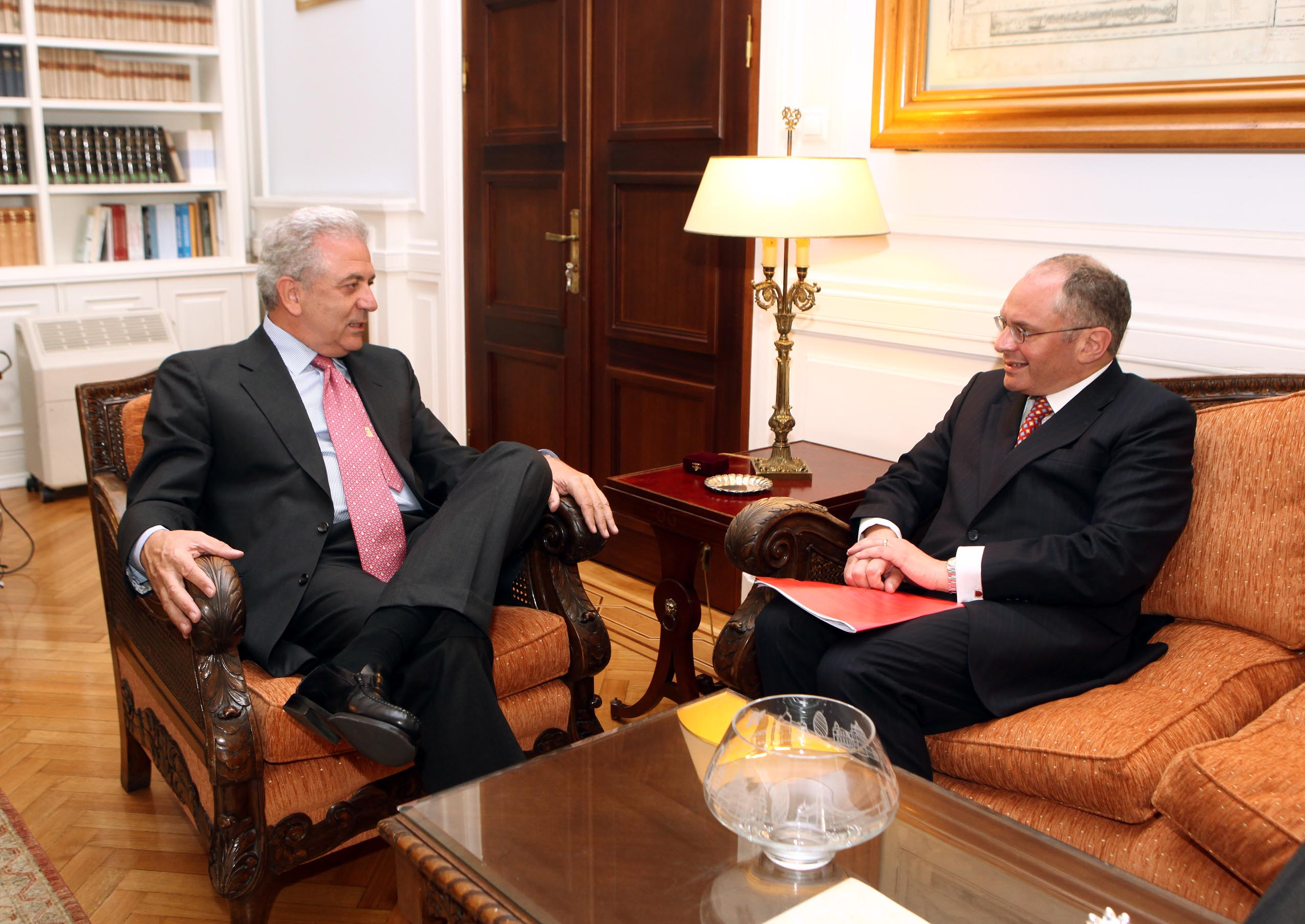
El ministro de Asuntos Exteriores, Dimitris Avramopoulos (izquierda), se reúne con el embajador del Reino Unido, David Landsman, en Atenas en julio de 2012.

El Reino Unido apoyó a Grecia en la Guerra de Independencia griega del Imperio Otomano en la década de 1820 con la ratificación del Tratado de Constantinopla en la Conferencia de Londres de 1832.
En 1850, el Secretario de Asuntos Exteriores Lord Palmerston envió una escuadra de la Royal Navy a Grecia por el incidente del Pacífico.
Cuando el rey griego Otto fue depuesto por los griegos en 1862, el hijo de Reina Victoria, Alfredo, duque de Sajonia-Coburgo y Gotha, fue elegido para sucederle por el pueblo griego mediante referéndum. Sin embargo, el gobierno británico no lo permitió. El difunto marido de la última monarca británica Isabel II, el príncipe Felipe, era nieto del sucesor final de Otón, Jorge I de Grecia.
El Reino Unido arrebató el control de las Islas Jónicas a la Francia napoleónica en 1815.  Como Estados Unidos de las Islas Jónicas, permanecieron bajo control británico, incluso después de la independencia griega.  Sin embargo, en 1864, el Reino Unido respondió a las peticiones de enosis transfiriendo las islas a Grecia como regalo por la entronización de Jorge I de Grecia.
Los dos países fueron aliados durante la Primera Guerra Mundial, y en la Conferencia de Paz de París, al final de la guerra, el primer ministro británico David Lloyd George apoyó las políticas irredentistas de Eleftherios Venizelos. Megali Idea de Eleftherios Venizelos. Después de 1918, el Reino Unido fue la única potencia aliada que apoyó a Grecia durante la guerra greco-turca hasta el final de la guerra.
También fueron Aliados durante la Segunda Guerra Mundial. En 1941 Gran Bretaña envió una fuerza expedicionaria para ayudar a Grecia contra la Italia fascista del intento de invasión.. Durante las negociaciones con el líder soviético Iósif Stalin en 1944, el primer ministro británico Winston Churchill convenció a Stalin para que permitiera a Gran Bretaña una esfera de influencia después de la guerra.Durante la guerra civil griega en la comienzo de la Guerra Fría, Gran Bretaña apoyó a la monarquía griega contra la insurgencia comunista del Frente de Liberación Nacional, aunque su debilitado estado tras la guerra llevó a Estados Unidos a asumir un papel más importante mediante la Doctrina Truman.Grecia y Gran Bretaña fueron miembros fundadores de la Organización del Tratado del Atlántico Norte. Sin embargo, las relaciones entre ambos Estados fueron tensas debido al conflicto de Chipre.
En 2000, Stephen Saunders, agregado militar británico en Atenas, fue asesinado por pistoleros en motocicleta que eran miembros de la Organización Revolucionaria 17 de Noviembre. La investigación que siguió dio lugar a un nivel de cooperación sin precedentes entre los servicios policiales griegos y británicos, que lograron, tras una larga investigación, la detención de miembros del 17N que fueron llevados a juicio.

### Conferencia de Hydra
La Conferencia de Hydra se celebró en la isla de Hydra en marzo de 2000 con el fin de impulsar aún más la amistad entre Gran Bretaña y Grecia. Los debates de la conferencia hicieron hincapié en el aspecto económico de estas relaciones y en las formas de impulsar el comercio entre Gran Bretaña y Grecia.

## Relaciones económicas
Tras el Brexit, el comercio entre los Reino Unido y Grecia se rige por el Acuerdo de comercio y cooperación entre la UE y el Reino Unido desde el 1 de enero de 2021.

## Representación diplomática

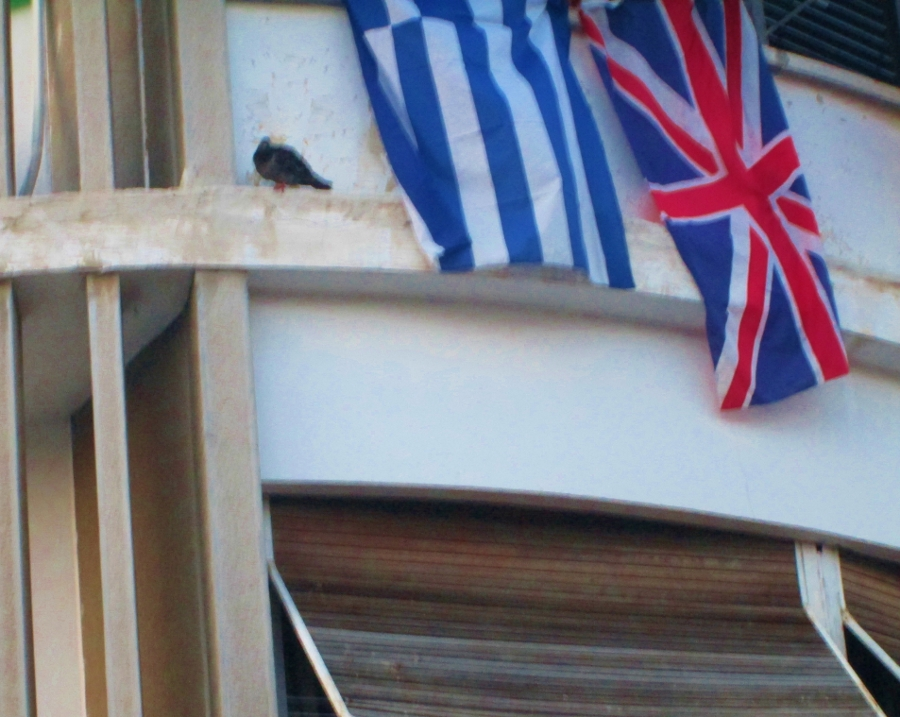
Bandera griega y británica ondean desde una ventana en Atenas

Grecia tiene una embajada en Londres y Consulados Honorarios en Belfast, Birmingham, Edimburgo, Gibraltar, Glasgow y Leeds. El Reino Unido tiene una embajada en Atenas y un viceconsulado honorario en Patras y Salónica. El Reino Unido también tiene consulados honorarios en Creta, Corfú, Rodas, Salónica y Zante.

## Intercambio cultural entre Grecia y el Reino Unido
Hay entre 40 y 45 mil Greeks que residen permanentemente en el Reino Unido, y la Iglesia Ortodoxa Griega tiene una fuerte presencia en la Archdiocese of Thyateira and Great Britain. La presencia cultural británica en Grecia se promueve principalmente a través del British Council. Existe una importante presencia de estudiantes griegos en la educación terciaria en el Reino Unido. Una gran comunidad chipriota -entre 250 y 300 mil personas- se agrupa en torno a la Federación Nacional de Chipriotas en Gran Bretaña y la Asociación de Comunidades Ortodoxas Griegas de Gran Bretaña. Existen unas 20 organizaciones culturales, filantrópicas y profesionales griegas. Hay siete cátedras de Griego y Estudios Bizantinos en la Universidades de Cambridge, Oxford, East Anglia, Royal Holloway, Birmingham, King's College y la London School of Economics, y dos Centros de Estudios Griegos, en la universidades de Bristol y la Reading.

### Mármoles de Elgin

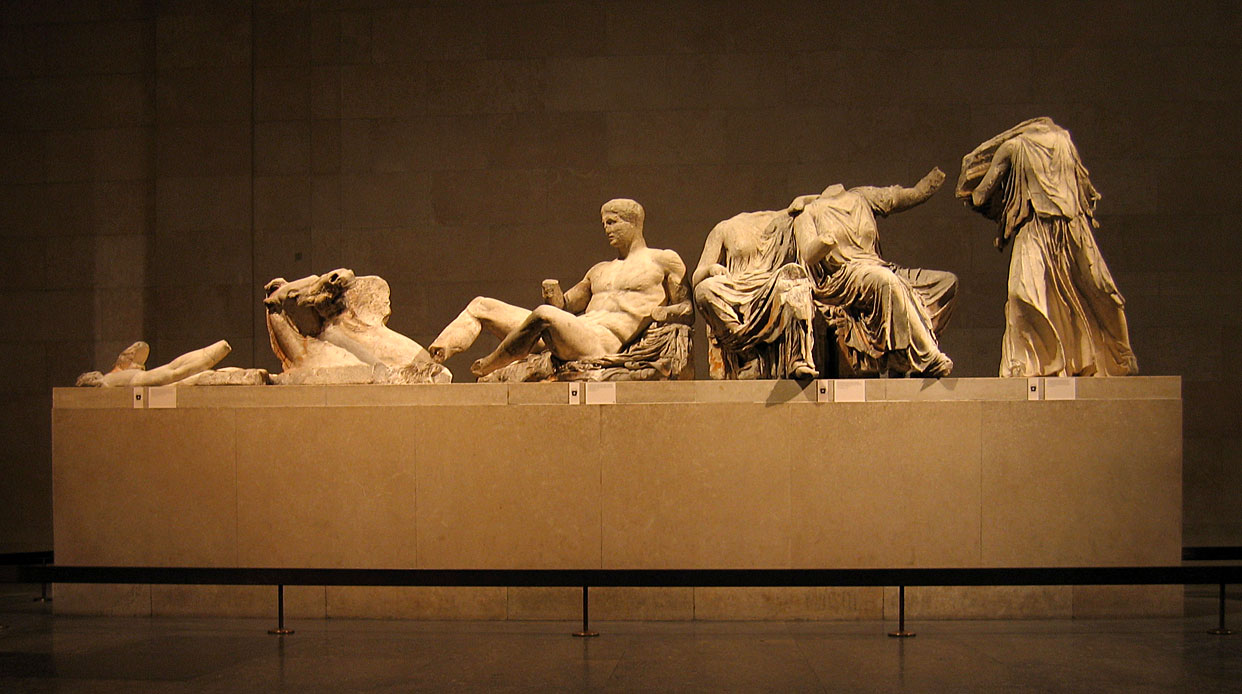
La propiedad de los Mármoles de Elgin, conservados en el Museo Británico, es fuente de tensiones entre Grecia y el Reino Unido

Una fuente de tensión entre el Reino Unido y Grecia es la disputa por la propiedad de los Mármoles de Elgin, una colección de esculturas clásicas griegas de mármol, inscripciones y piezas arquitectónicas que originalmente formaban parte del templo del Partenón y otros edificios de la Acrópolis de Atenas. Thomas Bruce, 7.º conde de Elgin supuestamente recibió permiso por escrito del Sultán otomano para llevarse los mármoles entre 1801 y 1812 y los transportó por mar a Gran Bretaña. En Gran Bretaña, la adquisición de la colección fue apoyada por muchos, mientras que otros compararon las acciones de Elgin con el vandalismo.
En la actualidad, los mármoles forman parte de la colección del Museo Británico. Tras la ganar la independencia del Imperio Otomano, Grecia inició importantes proyectos para la restauración de los monumentos del país, y ha expresado su desaprobación por las acciones de Elgin de retirar los mármoles de la Acrópolis y el Partenón, considerado uno de los mayores monumentos culturales del mundo, impugna la posterior compra de los mármoles por el Gobierno británico e insta a su devolución a Grecia.
La disputa surgió especialmente durante la década de 1980 por los gobiernos de Andreas Papandreou y la ministra de Cultura Melina Mercouri. Entonces, "Tony Blair estaba entusiasmado con la propuesta de devolver las esculturas del Partenón, o mármoles de Elgin, a Grecia en un intento de impulsar el apoyo a la candidatura de Londres para albergar los los Juegos Olímpicos de 2012. Pero los asesores advirtieron de que el intento de llegar a un acuerdo con Atenas sobre el reparto de las reliquias podría encontrar una fuerte resistencia por parte del Museo Británico".
En 2014, la UNESCO aceptó mediar entre Grecia y el Reino Unido para resolver el litigio de los Mármoles de Elgin.
El 28 de noviembre de 2023, el primer ministro británico Rishi Sunak canceló una reunión programada con el primer ministro griego Kyriakos Mitsotakis debido a una supuesta violación de un acuerdo para no hablar públicamente de los Mármoles de Elgin.

## Otras lecturas
- Frazier, Robert. Anglo-American Relations with Greece: the Coming of the Cold War 1942-47 (Springer, 2016).
- Hayes, Paul. Modern British Foreign Policy: The Nineteenth Century 1814-80 (1975) pp. 155–73.
- Higham, Robin. Diary of a Disaster: British aid to Greece, 1940-1941 (University Press of Kentucky, 2015).
- Holland, Robert and Diana Markide. The British and the Hellenes: Struggles for Mastery in the Eastern Mediterranean 1850-1960 (2008)
- Morgan, Tabitha. Sweet and Bitter Island: A history of the British in Cyprus (IB Tauris, 2010).
- Roessel, David. In Byron's shadow: Modern Greece in the English and American imagination (Oxford UP, 2001).
- Wills, David, ed. Greece and Britain Since 1945 (2014).